# Ruby (今井美樹の曲)
「Ruby」（ルビー）は、今井美樹の11枚目のシングル。1995年7月12日発売。発売元はフォーライフ・レコード（現・フォーライフミュージックエンタテイメント）。

## タイアップ
NHK「ポップジャム」エンディングテーマ。
C/Wの「Sunny Sunday」は、関西セルラーCMソング。

## 収録曲
作曲・編曲　布袋寅泰
1. Ruby　 
  - 作詞　岩里祐穂
2. Sunny Sunday　
  - 作詞　今井美樹
3. Ruby -TV-MIX-